# استاناجاپورا
استاناجاپورا (اندونزیایی: Astanajapura) شهری در استان جاوه غربی کشور اندونزی است. جمعیت این شهر بر اساس سرشماری سال ۱۹۹۰ میلادی، ۸۰٫۴۴۵ نفر و بر اساس سرشماری سال ۲۰۰۰ میلادی، ۱۲۲٫۲۶۶ بوده که در سال ۲۰۰۷ میلادی به ۱۵۹٫۷۶۶ نفر افزایش یافته‌است.